# Sergentomyia wangi
Sergentomyia wangi är en tvåvingeart som beskrevs av Charles William Leng och Zhang 1999. Sergentomyia wangi ingår i släktet Sergentomyia och familjen fjärilsmyggor.
Artens utbredningsområde är Yunnan (Kina). Inga underarter finns listade i Catalogue of Life.